# Mary Lambert
Mary Lambert (ur. 13 października 1951 w Helenie w stanie Arkansas) – amerykańska reżyserka, zdobywczyni nagrody Audience Award.
Absolwentka Rhode Island School of Design. Starsza siostra Blanche Lambert Lincoln, senator z Arkansas. Jest reżyserką licznych wideoklipów swojej dobrej przyjaciółki, wokalistki Madonny, m.in. „Borderline”, „Like a Virgin”, „Material Girl”, „La Isla Bonita” i „Like a Prayer”. Wyreżyserowała pierwszy klip Chrisa Isaaka Dancin oraz teledyski do singli Janet Jackson: Control i Nasty. Współpracowała również z takimi artystami jak Annie Lennox, Mick Jagger, The Go-Go’s, Whitney Houston, Alison Krauss, Mötley Crüe, Sting, Debbie Harry czy Tom Tom Club. Jej debiutem fabularnym był kontrowersyjny film Siesta (1987), laureat nominacja do Independent Spirit Awards, w którym wystąpiły Jodie Foster i Ellen Barkin. W 1989 roku sławę wśród fanów kina grozy przyniosła jej ekranizacja horroru Stephena Kinga Smętarz dla zwierzaków oraz sequel filmu – Smętarz dla zwierzaków II (1992). Zrealizowała też horrory: Krąg wtajemniczonych z 2000 roku oraz Ulice strachu: Krwawa Mary (2005), w którym w głównej roli wystąpiła Kate Mara.

## Teledyski
| Rok  | Tytuł                                          | Artysta                       |
| ---- | ---------------------------------------------- | ----------------------------- |
| 1984 | „The Glamorous Life”                           | Sheila E.                     |
| 1984 | „Turn to You”                                  | The Go-Go’s                   |
| 1984 | „Borderline”                                   | Madonna                       |
| 1984 | „Like a Virgin”                                | Madonna                       |
| 1985 | „Material Girl”                                | Madonna                       |
| 1985 | „Ways to Be Wicked”"                           | Lone Justice                  |
| 1985 | „Would I Lie to You?”                          | Eurythmics                    |
| 1985 | „Dancin'”                                      | Chris Isaak                   |
| 1986 | „Nasty”                                        | Janet Jackson                 |
| 1986 | „Control”                                      | Janet Jackson                 |
| 1986 | „Feel the Heat”                                | Jean Beauvoir                 |
| 1986 | „Love Touch”                                   | Rod Stewart                   |
| 1987 | „We’ll Be Together”                            | Sting                         |
| 1987 | „La Isla Bonita”                               | Madonna                       |
| 1989 | „Like a Prayer”                                | Madonna                       |
| 1989 | „Rock Wit’cha”                                 | Bobby Brown                   |
| 1989 | „Jelly Roll”                                   | Blue Murder                   |
| 1989 | „Valley of the Kings”                          | Blue Murder                   |
| 1990 | „Don’t Go Away Mad (Just Go Away)”             | Mötley Crüe                   |
| 1990 | „Without You”                                  | Mötley Crüe                   |
| 1992 | „Building Empires”                             | Queensrÿche                   |
| 1992 | „Another Rainy Night (Without You)” (wersja 2) | Queensrÿche                   |
| 1992 | „My Destiny”                                   | Lionel Richie                 |
| 1997 | „Turn My Head”                                 | Live                          |
| 1998 | „When You Believe” (wersja alternatywna)       | Whitney Houston, Mariah Carey |
| 1998 | „Monsters”                                     | The B-52’s                    |